# Ernst Schenk
Ernst Schenk, född 1 mars 1880 i Berlin, död 3 februari 1965 i Mannheim, var en tysk botaniker.
Efter studier i Berlin blev Schenk lärare vid ett seminarium i Schwerin an der Warthe, överlärare i Wongrowitz och senare seminarieöverlärare och föreståndare för ett seminarium i Ortelsburg och prorektor för seminariet i Drossen in der Neumark. År 1925 blev han gymnasielärare i Küstrin och pensionerades 1945. Efter krigsslutet var han bosatt i Celle och Mannheim. 
Efter pensioneringen bedrev Schenk botanisk forskning om rossläktet och publicerade Bestimmungsflora der deutschen Wildrosen (1951).
Auktorsnamnet E.Schenk kan användas för Ernst Schenk i samband med ett vetenskapligt namn inom botaniken; se Wikipediaartiklar som länkar till auktorsnamnet.